# Северодонецкий приборостроительный завод
Северодонецкий приборостроительный завод — промышленное предприятие в городе Северодонецк Луганской области, прекратившее производственную деятельность.

## История
Первая очередь завода электронной аппаратуры (в дальнейшем получившего название приборостроительного завода) была введена в эксплуатацию в 1959 году.
В 1965—1969 гг. в строй были введены первая очередь медсанчасти и новый корпус приборостроительного завода.
В 1971 году завод вошёл в состав Северодонецкого научно-производственного объединения «Импульс».
В 1975 году НПО «Импульс» было награждено орденом Трудового Красного Знамени.
В 1982 году завод выпускал автоматизированные средства вычислительной техники различных модификаций, применяемые при автоматизации сложных производственных процессов и в автоматизированных системах управления предприятиями (вычислительные комплексы, микропрограммные автоматы, процессоры и ряд агрегатных модулей); системы малых электронных вычислительных машин, предназначенные для автоматизации технологических процессов и научных экспериментов.
В 1980—1984 гг. была сдана в эксплуатацию поликлиника СПЗ.
В 1985—1989 гг. к новым площадям СПЗ была построена новая троллейбусная линия по ул. Новикова.
В целом, в советское время Северодонецкий приборостроительный завод Северодонецкого научно-производственного объединения «Импульс» имени XXV съезда КПСС Министерства приборостроения, средств автоматизации и систем управления СССР входил в число ведущих предприятий города.
В мае 1995 года Кабинет министров Украины утвердил решение о приватизации завода. В дальнейшем, государственное предприятие было преобразовано в открытое акционерное общество.
В августе 1997 года завод был включён в перечень предприятий, имеющих стратегическое значение для экономики и безопасности Украины.
В 2003 году, в начале 2004 года и осенью 2005 года Фонд государственного имущества Украины трижды выставлял на продажу контрольный пакет в размере 55,78 % акций предприятия, находившихся в государственной собственности.
30 января 2014 года хозяйственный суд Луганской области признал завод банкротом и начал процедуру его ликвидации.